# La Yunta
La Yunta è un comune spagnolo di 100 abitanti situato nella comunità autonoma di Castiglia-La Mancia.